# Levantamento de peso nos Jogos Pan-Americanos
O levantamento de peso (ou halterofilismo) faz parte dos Jogos Pan-Americanos desde a primeira edição, Buenos Aires 1951. As mulheres foram incluídas em 1999, Winnipeg.

## Quadro geral de medalhas
Quadro de medalhas atualizado após os Jogos Pan-Americanos de 2023.
| Pos.                | País                            | Ouro | Prata | Bronze | Total |
| ------------------- | ------------------------------- | ---- | ----- | ------ | ----- |
| 1                   | Cuba                            | 161  | 56    | 16     | 233   |
| 2                   | Estados Unidos                  | 81   | 74    | 55     | 210   |
| 3                   | Colômbia                        | 37   | 31    | 23     | 91    |
| 4                   | Canadá                          | 18   | 22    | 40     | 80    |
| 5                   | Venezuela                       | 15   | 37    | 34     | 86    |
| 6                   | Equador                         | 10   | 7     | 12     | 29    |
| 7                   | República Dominicana            | 7    | 14    | 36     | 57    |
| 8                   | México                          | 5    | 14    | 26     | 45    |
| 9                   | Porto Rico                      | 3    | 10    | 12     | 25    |
| 10                  | Brasil                          | 3    | 5     | 16     | 24    |
| 11                  | Panamá                          | 2    | 10    | 13     | 25    |
| 12                  | Chile                           | 2    | 4     | 4      | 10    |
| 13                  | Argentina                       | 1    | 19    | 9      | 29    |
| 14                  | Antilhas Holandesas             | 1    | 7     | 5      | 13    |
| 15                  | Trindade e Tobago               | 1    | 4     | 4      | 9     |
| 16                  | Guiana                          | 1    | 0     | 2      | 3     |
| 17                  | Jamaica                         | 0    | 4     | 5      | 9     |
| 18                  | Nicarágua                       | 0    | 2     | 4      | 6     |
| 19                  | El Salvador                     | 0    | 2     | 3      | 5     |
| 20                  | Barbados                        | 0    | 2     | 1      | 3     |
| 20                  | Guatemala                       | 0    | 2     | 1      | 3     |
| 22                  | Peru                            | 0    | 1     | 3      | 4     |
| 23                  | Federação das Índias Ocidentais | 0    | 1     | 2      | 3     |
| 24                  | Haiti                           | 0    | 1     | 1      | 2     |
| 25                  | Uruguai                         | 0    | 1     | 0      | 1     |
| 26                  | Honduras                        | 0    | 0     | 2      | 2     |
| Total (26 entradas) | Total (26 entradas)             | 348  | 330   | 329    | 1007  |